# Dénes Ferenc
Dénes Ferenc (Újterebes, 1845. április 2. - Lőcse, 1934. október 17.) magyar származású Tátra-kutató, gimnáziumi tanár, és geológus.

## Élete
A Szepes vármegyei Újterebes községben született, 1845. április 2-án. Fiatalkorát is itt élte. 1864-ben a lőcsei magyar gimnáziumban érettségizett, kiemelkedő eredménnyel. Félévig a bécsi műegyetemen mérnöki pályára készült, azután átlépett a tudományegyetemre és ugyancsak Bécsben magyar állami ösztöndíjjal négy és fél évig (1864-69), Budapesten két évig az egyetemen, egy évig a tanárképzőben képezte ki magát a latin és görög nyelv tanítására. Pesten földrajztanári oklevelet szerzett (1869-70).

## Munkássága
1871—1873-ig a budapesti evangélikus főgimnáziumban tanított, de katolikus lévén, ott nem maradhatott. 1873-ban nyerte el oklevelét és a lőcsei királyi katolikus főgimnáziumhoz küldték helyettes tanárnak, rendes tanárul azonban Újvidékre nevezték ki 1874-ben. 1876-ban sikerült visszahelyeztetnie magát Lőcsére, előbb az állami reáliskolához, fél év múlva pedig a gimnáziumhoz. Itt működött aztán nagy tudással és lelkesedéssel 35 évig. 1911 dec. 20-án helyezték 40 évi szolgálat után nyugalomba, majd igazgatói címmel tüntették ki. Közben 1896-ban állami költségen Görögországban és Egyiptomban járt tanulmányúton, 1898—99-ben öt hónapig ideiglenes igazgatója volt intézetének. A háború alatt visszatért a tanári székre, és még 7 évig működött tovább, mert az összeomlás után a lőcsei német reform-reálgimnáziumban is tanított egy ideig.
Tanári működését szorgalom, pontosság, lelkiismeretesség és nagy lelkesedés jellemezte. Lelkesedéséből származott a tanított anyag gépi begyakorlása is. Míg az osztálykönyvet írta,valakinek a rendhagyó igéket, vagy más ilyesmit kellett felmondania. Ő valóban embert akart faragni növendékeiből , aki nem tanulta meg jól a leckét, lakására idézte tanulni — feleségének nem nagy örömére, mert a sok cipő besározta a szoba padlóját, de a diákoknak nagy javára, mert a fegyelem tisztította a lelküket. Társadalmi téren minden hazafias és szép mozgalomban kivette a maga részét, legtöbbet azonban a Tátrával, a Kárpát Egyesülettel foglalkozott. Itt döntő befolyással volt rá félévi mérnöki tanulmánya. Igen egyszerű eszközökkel ő mérte föl és építette meg a Tátra legtöbb útját, ezeket később csak szélesbíteni kellett. A híres Klotild-utat is ő tervezte. Csáky Zénó gróf, Albin gróf bátyja azt mondta egyszer egy csoportunk előtt, hogy szeretné főispáni működését valami maradandó tátrai alkotással emlékezetessé tenni. Dénes azt ajánlotta, hogy építsen a Klotild-út magasságában utat az egész Tátra körül. A főispán hozzá is fogott a nagy műhöz, de az még most is a messze jövő zenéje, mert a lengyelek nem engedik meg, hogy az ő védett nemzeti parkjukon át emberi alkotások zavarják az őstermészetet.
Számos térképet rajzolt, figyelmeztette a bécsi katonai földrajzi intézetet, hogy tátrai térképe elavult. A katonaság csináltatott is új térképet s ennek kefelevonatát megküldte Dénesnek véleményadás végett. írt sok cikket hazai és külföldi turista lapokba. Tőle származnak a Tátrára vonatkozó részek az ismert Baedekerben, Hölzel Geographische Gharakterbilderjében önálló Tátrakalauzt is írt. Elsőrendű szaktekintély volt a Tátra geológiája terén is. Külföldi tudósokat sok mindenre figyelmeztetett, amit az ő rövidebb ott tartózkodásuk alatt nem vettek volna észre. Uhlig és Partsch egyetemi tanárok meg is köszönik ezt neki műveikben. Az 1880-as években, mikor az idegenforgalom még nem volt szervezve, egy lyoni cég feje Párizsból kért tanácsot a Tátrába való utazásra nézve. Párizsból azt írták a cégnek, hogy forduljon Dénes Ferenc lőcsei tanárhoz útbaigazításért. Főképp külföldi tudósok és egyetemi csoportok vezetői kérték ki a magyarázatait és ő lelkesedéssel kísérte és vezette őket napokig is. Magában is sokat barangolt. Mikor felesége veszélytelennek látszott betegségben meghalt, nem lehetett őt megtalálni. Már el is volt temetve a neje, mikor ő emberek közé került, akik értesíthették a gyászesetről. De ő nemcsak járkált, hanem mindig keresett és tanulmányozott is valamit. A hegyvilág téli szépségeit már akkor felfedezte, kereste és élvezte, amikor még bolondnak tartották azt, aki a Tátra téli veszedelmeiben kockáztatja az életét. Ma pedig eleven élet nyüzsög télen is a Tátrában, a fürdőévad hossza megkétszereződött.
Végtelenül szerény ember volt nemcsak életmódjában: pár alma és egy kis sajt elég volt neki napokig a kirándulásain, hanem szerény volt mindenkivel szemben. Helyettes-igazgató korában alig bírta megállani, hogy az iskolaszolgát ne urazza. De legszerényebb volt saját értékének feltüntetésében. Mindazáltal őszinte tisztelet vette körül öregségében. A Magyar Turista Szövetség és a Kárpát Egyesület Budapestre szorult része is a legnagyobb kitüntetéseiben részesítette. Nagy takarékossága mellett áldozó és adakozó készség, részletkutatások mellett fennkölt gondolkodás és súlyos dolgokban meg nem alkuvás voltak lelke ékességei. Utolsó éveiben Tátraszéplakon kezelte az időjárási műszereket, rossz időben pedig a fedél alá szorult vendégeknek a Tátráról csevegett. Épségben őrzött szervezete tulajdonképen nem is volt beteg. Csak kigyengült az életből.

## Emlékezete
Emlékét őrzi a négyormú Dénes-csúcs, amely a Tengerszem-csúcsról északra kiágazó mellékgerincben magasodik, valamint az ormok között lévő Hátsó-, Középső- és Elülső-Dénes-csorba.